# Stephanus Laurentius Neale
Stephanus Laurentius Neale (Suriname, 6 december 1688 - Scheveningen, 2 november 1762) was een van de meest succesvolle plantage-eigenaren van Suriname. Hij introduceerde de koffie in dat land. Zijn bijnaam in Suriname was De rijkste der rijken.

## Biografie

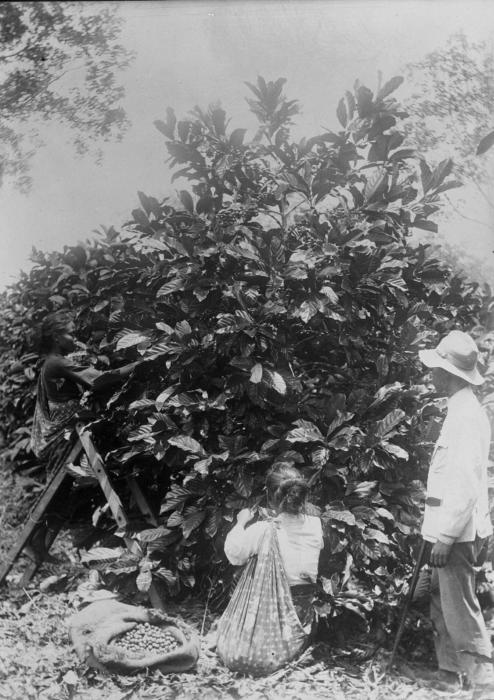
Het plukken van koffie van een struik

Hij werd geboren in 1688 als zoon van Jan de Neel en de Zeeuwse Anna Verboom, een zuster van de ad-interim gouverneur Laurens Verboom. De vader stierf al snel na de geboorte van zijn zoon en de weduwe hertrouwde met Paul Amsinck (Amsincq), afstammeling van een Nederlands-Duitse (Hamburgse) familie, en eigenaar van plantage Meerzorg. Neale werd, samen met zijn broers en zusters, naar Nederland gestuurd voor zijn opleiding. Terug in Suriname trouwde zijn zuster Anna Henrietta met Nicolaas van Sandick, lid van een rijke plantagefamilie. Neale trouwde in 1721 met Lucretia Althusius.
Het succes van Neale begon omstreeks 1713 met een ontmoeting met de Duitse zilversmid Hansbach. Deze had een paar koffiebonen opgekweekt tot plantjes. Neale kreeg hiervan enkele in zijn bezit en plantte ze op zijn plantage Nieuw Levant aan de Cottica. Neale, zijn zwager Nicolaas van Sandick, en zijn moeder Anna Amsinck waren de eersten die koffie naar Amsterdam exporteerden. Het vermogen en het aanzien van Neale groeide net zo explosief als de koffieteelt in Suriname en in 1727 werd hij lid van het Hof van Politie. In datzelfde jaar hertrouwde hij met Maria Jacoba Grommé en werd daarmee eigenaar van de plantage Courtvlugt. Maria Jacoba was getrouwd geweest met Samuel Althusius. Neale trouwde dus in de familie.
Een jaar later vertrok hij als een bijzonder rijk man naar Amsterdam en liet zijn plantages achter in de handen van zijn administrateurs. Enige jaren later verhuisde hij naar Den Haag, waar hij aan het Lange Voorhout ging wonen. In 1744 overleed zijn vrouw en kwam het bezit van de plantage Courtvlugt weer in handen van de familie Althusius. Neale hertrouwde een jaar later met Justina Magdalena Hillerman. Bij de geboorte van hun tweede kindje in 1748 overleed zij echter. Neale trouwde toen voor de vierde keer. Dit keer in Londen met Maria Jacoba Henley. In 1750 liet hij zich naturaliseren tot Engelsman. Op 1 maart 1752 verkocht hij zijn huis aan het Voorhout.
Neale besloot zijn zaken onder te brengen in Pruisen, op verzoek van de toenmalige koning Frederik de Grote. Deze wilde graag dat Neale in zijn land zou investeren en sloot dan ook een bijzondere overeenkomst met hem af. Uitkomst van deze overeenkomst was onder meer dat Neale vanaf 1750 de titel van graaf mocht dragen. In datzelfde jaar liet hij zich tot Engelsman naturaliseren. Hij vestigde zich nochtans in Berlijn, in het thans niet meer bestaande Palais Neale. Hij werd betrokken bij de Pruisische Aziatische Compagnie die opereerde vanuit Emden.
Neale werd daar al snel de Koning van Suriname genoemd. Dat was niet zonder reden. Als administrateurs van zijn bezit in Suriname stonden Gerard van de Schepper, Johan Jacob Mauricius en Wigbold Crommelin vermeld; alle drie gouverneurs van Suriname. In 1757 werd zijn bezit geïnventariseerd. Hij bezat toen de plantages La Rencontre, Nieuw Levant, Tyronne aan de Orleanekreek en Tweede Mocha aan de Cottica. In totaal had hij 220.000 koffiebomen, 200 akkers met suikerriet en 457 slaven.
In 1762 reisde Neale naar Holland, waar hij in Den Haag plotseling overleed.